# 巴尔萨洛夫雷
巴尔萨洛夫雷，是西班牙卡斯蒂利亚-拉曼恰昆卡省的一个市镇。总面积38平方公里，总人口63人（2001年），人口密度2人/平方公里。